# Peuplingues
Peuplingues est une commune française située dans le département du Pas-de-Calais en région Hauts-de-France. Ses habitants sont appelés les Peuplinguois. La commune est membre de la communauté d'agglomération Grand Calais Terres et Mers.
L'entrée du tunnel sous la Manche se trouve sur son territoire, non loin du terminal de Coquelles.

## Géographie

### Localisation
Localisée dans le nord-ouest du département du Pas-de-Calais, Peuplingues est un village-rue situé, à vol d'oiseau, à 2 km du grand site des Deux Caps et à 8 km au sud-ouest de la commune de Calais (aire d'attraction et chef-lieu d'arrondissement).
Le territoire de la commune est limitrophe de ceux de quatre communes.
Les communes limitrophes sont  Bonningues-lès-Calais, Coquelles, Escalles et Sangatte.

### Géologie et relief
La superficie de la commune est de 10,43 km2 ; son altitude varie de 11  à   137 m.

### Hydrographie
La commune est située dans le bassin Artois-Picardie. Elle n'est drainée par aucun cours d'eau,.

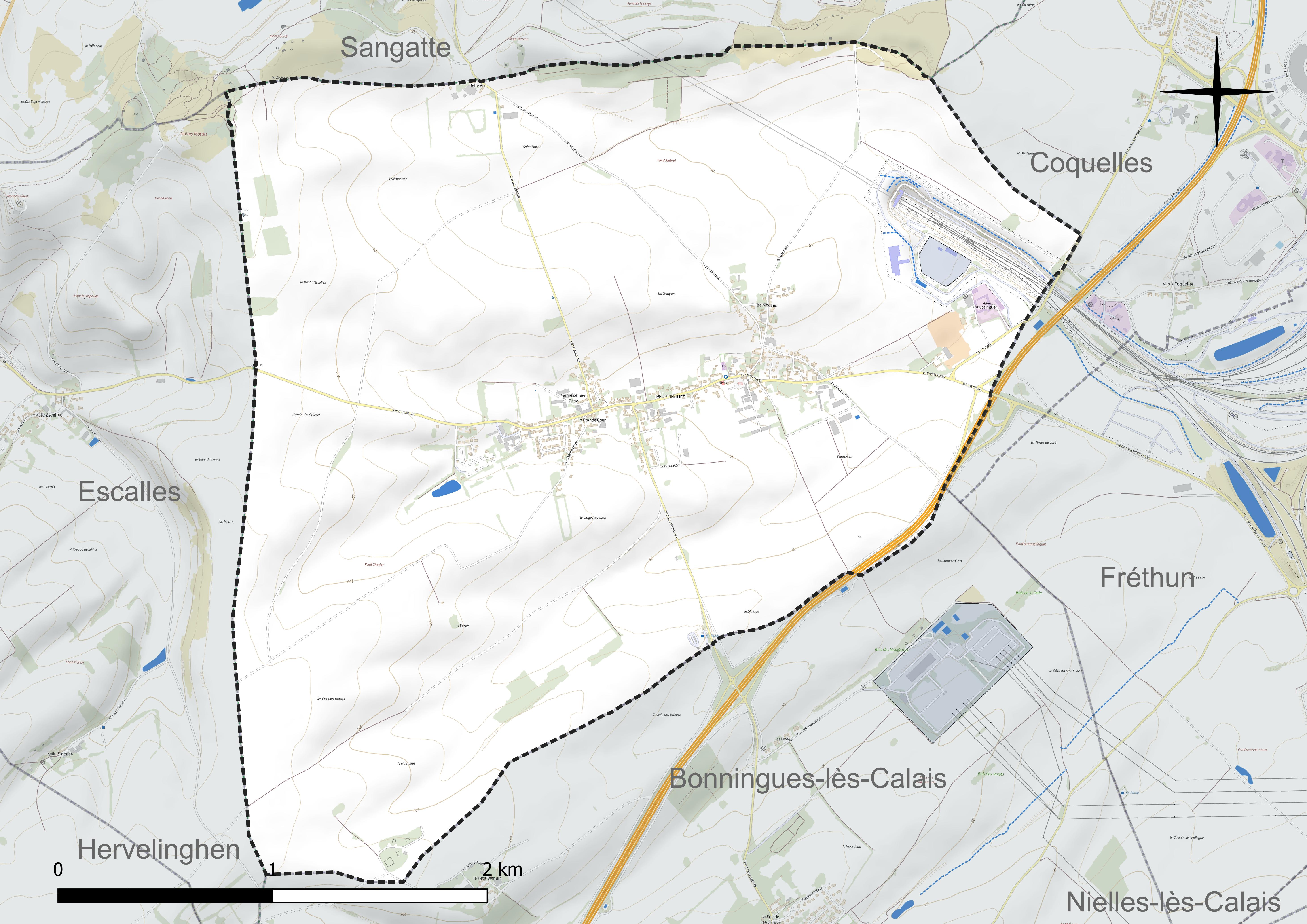
Réseau hydrographique de Peuplingues.

### Climat
Pour des articles plus généraux, voir Climat des Hauts-de-France et Climat du Nord-Pas-de-Calais.
En 2010, le climat de la commune est de type climat océanique franc, selon une étude du CNRS s'appuyant sur une série de données couvrant la période 1971-2000. En 2020, Météo-France publie une typologie des climats de la France métropolitaine dans laquelle la commune est exposée à un climat océanique et est dans la région climatique Côtes de la Manche orientale, caractérisée par un faible ensoleillement (1 550 h/an) ; forte humidité de l'air (plus de 20 h/jour avec humidité relative > 80 % en hiver), vents forts fréquents.
Pour la période 1971-2000, la température annuelle moyenne est de 10,5 °C, avec une amplitude thermique annuelle de 12,5 °C. Le cumul annuel moyen de précipitations est de 898 mm, avec 12,4 jours de précipitations en janvier et 8,2 jours en juillet. Pour la période 1991-2020, la température moyenne annuelle observée sur la station météorologique la plus proche, située sur la commune de Marck à 13 km à vol d'oiseau, est de 11,0 °C et le cumul annuel moyen de précipitations est de 737,1 mm,. Pour l'avenir, les paramètres climatiques de la commune estimés pour 2050 selon différents scénarios d'émission de gaz à effet de serre sont consultables sur un site dédié publié par Météo-France en novembre 2022.

### Paysages
Pour un article plus général, voir Paysage en France.

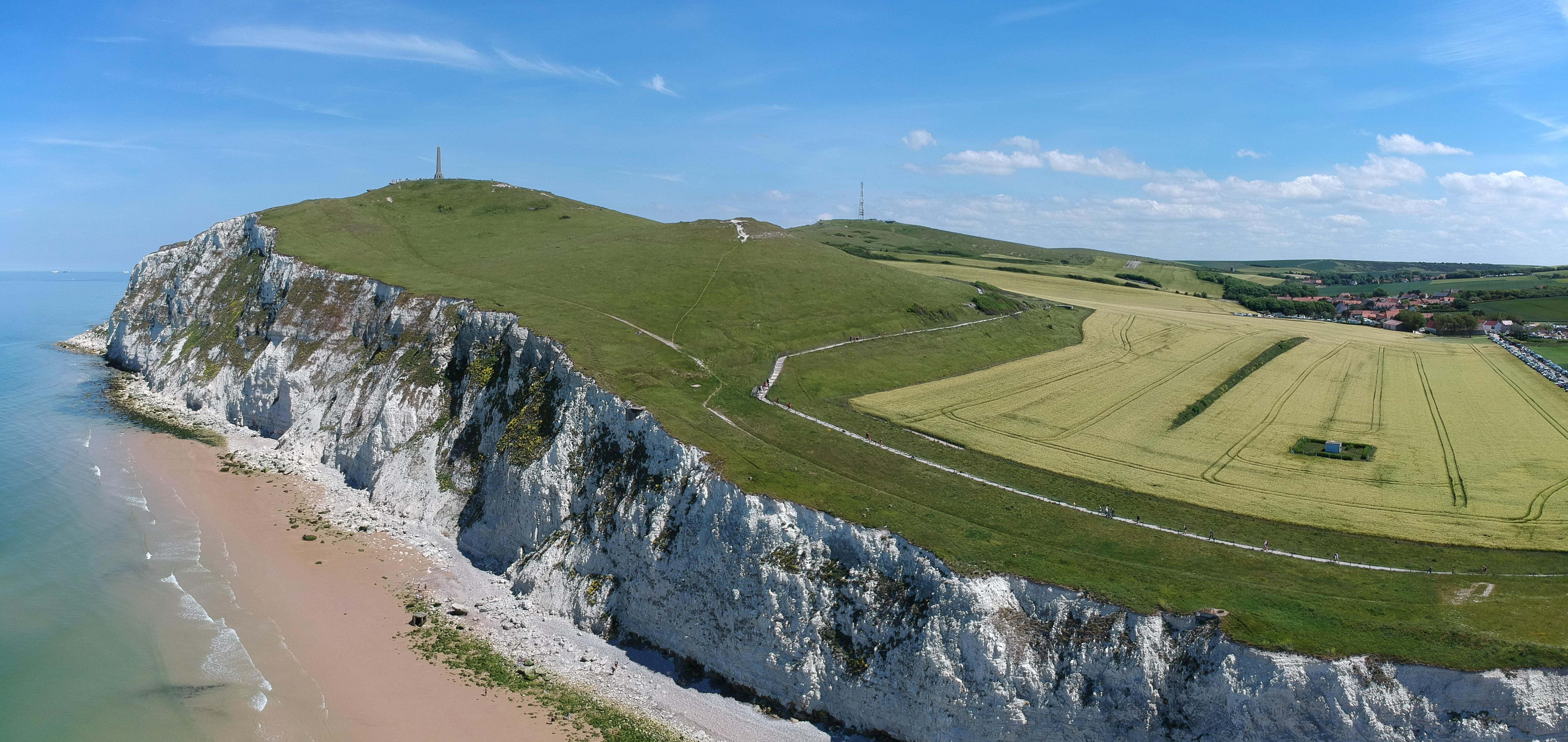
Une vue de ces « paysages des falaises d'Opale » et le cap Blanc-Nez.

La commune s'inscrit dans les « paysages des falaises d'Opale » tels qu'ils sont définis dans l'atlas de paysages de la région Nord-Pas-de-Calais, conçu par la direction régionale de l'Environnement, de l'Aménagement et du Logement (DREAL),.
Ces paysages, qui concernent 30 communes, s'étendent le long de la côte, d'Équihen-Plage  à Sangatte, sur une bande d'environ 50 kilomètres de long et d'un maximum de 5 kilomètres de large, l'autoroute A 16 étant la frontière à l'est. Ils sont constitués, d'une part, par les falaises d'Opale où se trouve le grand site des Deux Caps qui, avec le cap Blanc-Nez, culmine à 150 mètres, ces falaises offrent un belvédère sur le détroit du Pas de Calais  avec la possibilité de voir les côtes d'Angleterre, et d'autre part, vers l'intérieur des terres, avec les paysages littoraux qui jouxtent ceux des coteaux calaisiens et du pays de Licques, d'un paysage alternant collines, vallons et bocages.
L'occupation des sols se répartit en 43 % de cultures pour les paysages arrière-littoraux, 20 % de sols artificialisés, 20 % de prairies et forêts et 10 % de plage.
Les crans constituent une des particularités de ces côtes à falaises. Les crans sont des vallées suspendues qui se sont retrouvées le « nez en l'air », soit du fait de l'affaissement du détroit du Pas de Calais, soit par la baisse du niveau de la mer comme le cran d'Escalles, le cran Mademoiselle, le cran Poulet, le cran Barbier, le cran des Sillers, le cran de Quette et le cran aux Œufs, situés, eux, sur la commune d'Audinghen.
Ces paysages sont traversés par trois fleuves côtiers, la Liane (Boulogne-sur-Mer), le Wimereux (Wimereux) et la Slack (Ambleteuse), et par le sentier de grande randonnée GR 120 ou GR littoral, appelé aussi sentier des douaniers, qui chemine le long de ces paysages et offre un magnifique panorama.

### Milieux naturels et biodiversité

#### Espace protégé et géré
La protection réglementaire est le mode d'intervention le plus fort pour préserver des espaces naturels remarquables et leur biodiversité associée.
Dans ce cadre, on trouve sur le territoire de la commune un terrain acquis par le Conservatoire du littoral : le cap Blanc-Nez, d'une superficie de 343 hectares.

#### Zone naturelle d'intérêt écologique, faunistique et floristique
L'inventaire des zones naturelles d'intérêt écologique, faunistique et floristique (ZNIEFF) a pour objectif de réaliser une couverture des zones les plus intéressantes sur le plan écologique, essentiellement dans la perspective d'améliorer la connaissance du patrimoine naturel national et de fournir aux différents décideurs un outil d'aide à la prise en compte de l'environnement dans l'aménagement du territoire.
Le territoire communal comprend une ZNIEFF de type 1 : le site du cap Blanc-Nez, mont d'Hubert, mont Vasseur et fond de la Forge. Ce site marque la fin de la partie nord des collines de l'Artois sur laquelle se trouve la seule falaise crétacique littorale de la région Nord-Pas de Calais, culminant à plus de 150 mètres.

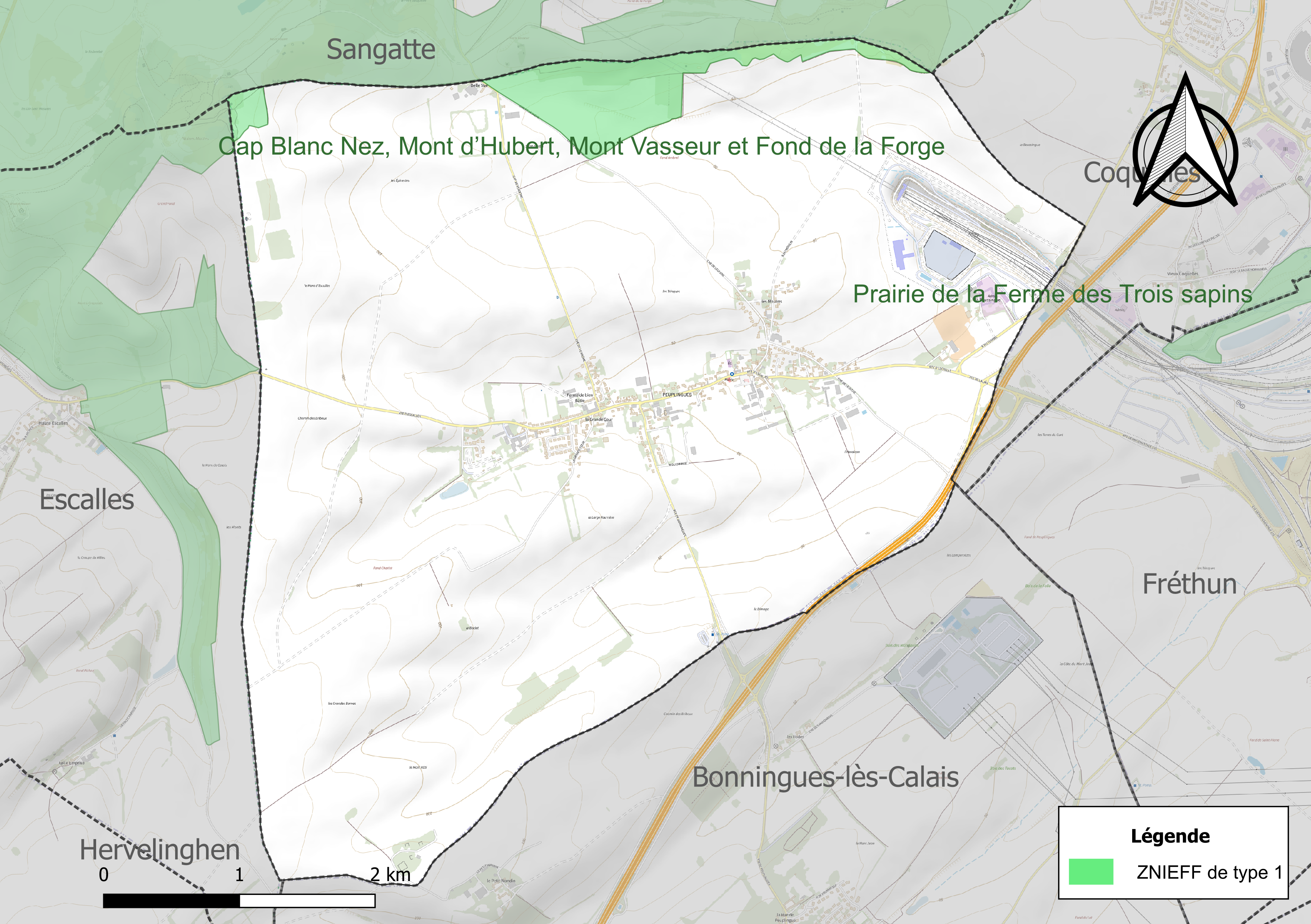
Carte de la ZNIEFF sur la commune.

#### Site Natura 2000
Le réseau Natura 2000 est un réseau écologique européen de sites naturels d'intérêt écologique élaboré à partir des directives « habitats » et « oiseaux ». Ce réseau est constitué de zones spéciales de conservation (ZSC) et de zones de protection spéciale (ZPS). Dans les zones de ce réseau, les États membres s'engagent à maintenir dans un état de conservation favorable les types d'habitats et d'espèces concernés, par le biais de mesures réglementaires, administratives ou contractuelles.
Sur la commune, un site Natura 2000 de type B est défini en site d'importance communautaire (SIC) : les falaises et pelouses du cap Blanc-Nez, du mont d'Hubert, des Noires Mottes, du fond de la Forge et du mont de Couple, d'une superficie de 728 ha dont 40 % de superficie marine, avec une altitude maximum de 162 ha.

#### Espèces faunistiques et floristiques
L’Inventaire national du patrimoine naturel (INPN) recense plusieurs espèces faunistiques et floristiques sur le territoire de la commune dont certaines sont protégées et d’autres menacées et quasi-menacées.

## Urbanisme

### Typologie
Au 1er janvier 2024, Peuplingues est catégorisée bourg rural, selon la nouvelle grille communale de densité à sept niveaux définie par l'Insee en 2022.
Elle est située hors unité urbaine. Par ailleurs la commune fait partie de l'aire d'attraction de Calais, dont elle est une commune de la couronne,. Cette aire, qui regroupe 45 communes, est catégorisée dans les aires de 50 000 à moins de 200 000 habitants,.

### Occupation des sols
L'occupation des sols de la commune, telle qu'elle ressort de la base de données européenne d'occupation biophysique des sols Corine Land Cover (CLC), est marquée par l'importance des territoires agricoles (91,5 % en 2018), en augmentation par rapport à 1990 (90,2 %). La répartition détaillée en 2018 est la suivante : 
terres arables (90,1 %), zones urbanisées (4,5 %), zones industrielles ou commerciales et réseaux de communication (3,8 %), zones agricoles hétérogènes (1,5 %), milieux à végétation arbustive et/ou herbacée (0,2 %). L'évolution de l'occupation des sols de la commune et de ses infrastructures peut être observée sur les différentes représentations cartographiques du territoire : la carte de Cassini (XVIIIe siècle), la carte d'état-major (1820-1866) et les cartes ou photos aériennes de l'IGN pour la période actuelle (1950 à aujourd'hui).

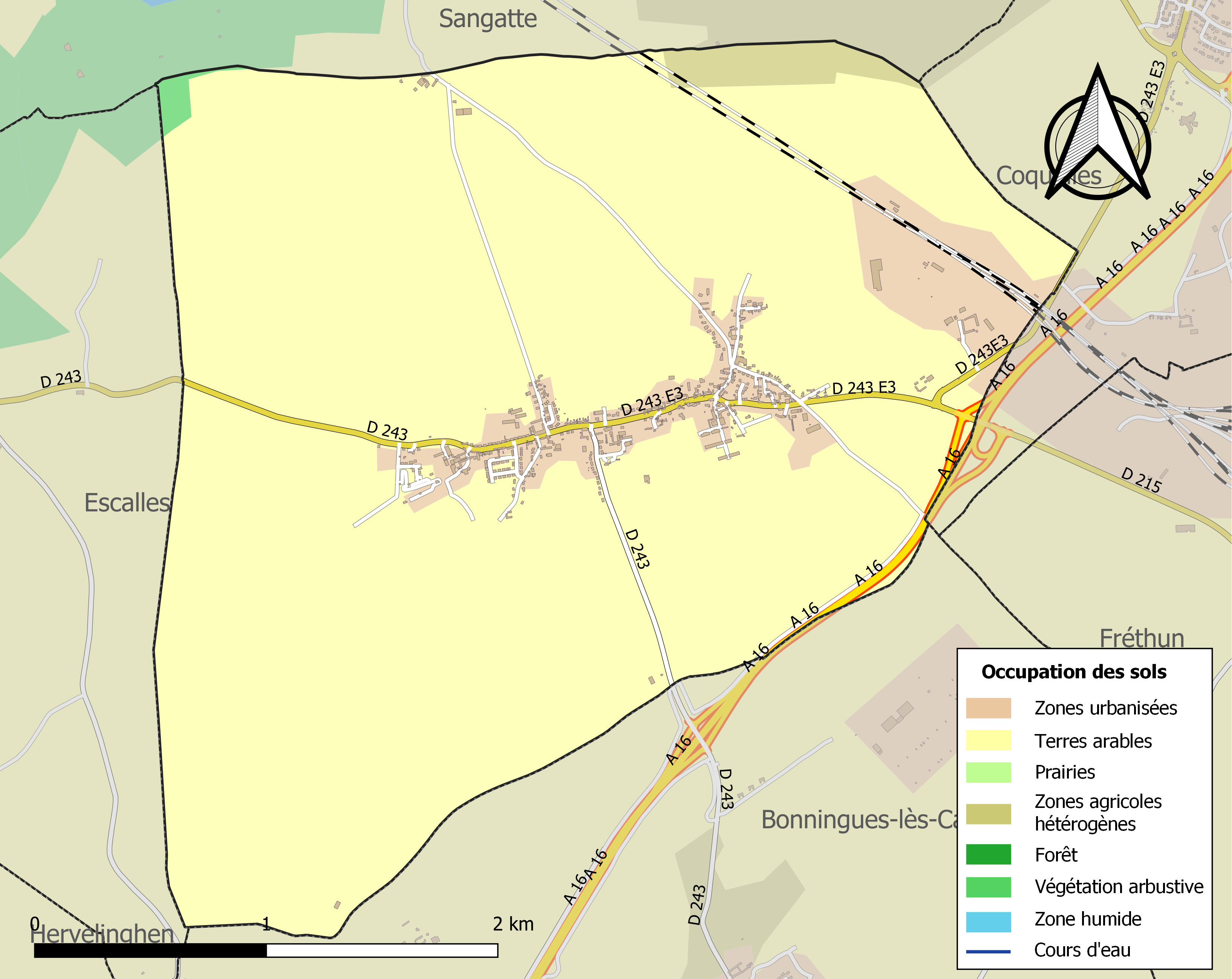
Carte des infrastructures et de l'occupation des sols de la commune en 2018 (CLC).

### Voies de communication et transports

#### Transports
La commune est desservie par la ligne 13 du réseau Imag'in.

## Toponymie
Le nom de la localité est attesté sous les formes Pepelinghem en 1069 ; Pipelingehem en 1070 ; Pipelinguehen en 1119 ; Piplingehem en 1119-1127 ; Pepligehem en 1142 ; Peplinghem en 1157 ; Pipilinghehem en 1179 ; Pepelinghes (1254), Pepelingae (XIIIe siècle), Pouppelingues (1345), Peupelingues (1393), Pepling, Peplinge, Peapling en 1556 ; Peuplingues en 1695 ; Peuplingue en 1793 et Peuplingues depuis 1801.
Le nom de la localité est issu d'un nom de personne germanique Pepilo suivi du suffixe -ingen + heim signifiant « demeure du peuple de Pepilo ». Puis francisation du -ingen en -ingues.

## Histoire
Popelinghem est citée dans une charte de 1070 : le clergé du diocèse de Thérouanne accorde à Arnould Ier d'Ardres, (liste des seigneurs d'Ardres), des biens situés à Walaines et à Popelinghem.
En 1145, a lieu l'inverse : le comte de Flandre Thierry d'Alsace déclare que Baudouin d'Ardres a renoncé en faveur du chapitre de Thérouanne à ses droits sur quelques biens situés à Popelinghem.
Peuplingues faisait partie des paroisses proches de Calais occupées par les Anglais depuis le 4 août 1347, date à laquelle ceux-ci ont pris Calais. Elle est restée anglaise pendant 150 ans jusqu'à janvier 1558, date à laquelle les Français reprennent Calais (siège de Calais 1558).
Pendant la Première Guerre mondiale, Guînes est le siège en 1917-1918 d'un commandement d'étapes, c'est-à-dire un élément de l'armée organisant le stationnement de troupes, comprenant souvent des chevaux, pendant un temps plus ou moins long, sur les communes dépendant du commandement, en arrière du front. Peuplingues en dépend et a à ce titre accueilli des troupes sur la commune.
En 1967, Armand Rohart, maire de 1948 (à 28 ans, il était alors le plus jeune maire de France) à 1968, est accusé du meurtre de sa femme, retrouvée morte sur la plage d'Escalles, commune voisine, par étouffement et non par noyade (selon Rohart), le 9 juin 1967. Il est condamné en 1969 à la perpétuité. Il est défendu par maître Floriot, et échappe à la peine de mort. Les deux procès (1969, puis 1970 en appel) sont suivis par la France entière. Ses quatre enfants Marie-Françoise, Didier, Armand et Maxime entameront même une grève de la faim de plusieurs semaines dans l'église réformée de Melun, à deux pas du Centre de détention où leur père purgera sa peine, afin d'inciter le ministre de la justice à saisir la commission de révision du procès.  Armand Rohart est libéré en 1980, pour bonne conduite, après douze ans de prison.

## Politique et administration

### Découpage territorial
La commune se trouve dans l'arrondissement de Calais du département du Pas-de-Calais.

#### Commune et intercommunalités
La commune est membre de la communauté d'agglomération Grand Calais Terres et Mers qui regroupe 14 communes et totalise 98 828 habitants en 2021.

#### Circonscriptions administratives
La commune est rattachée au canton de Calais-1.

#### Circonscriptions électorales
Pour l'élection des députés, la commune fait partie de la septième circonscription du Pas-de-Calais.

### Élections municipales et communautaires

#### Liste des maires
| Période                                  | Période                    | Identité              | Étiquette | Qualité                                                                   |
| ---------------------------------------- | -------------------------- | --------------------- | --------- | ------------------------------------------------------------------------- |
| Les données manquantes sont à compléter. |                            |                       |           |                                                                           |
| 1948                                     | 1968                       | Armand Rohart         | RPR       | Agriculteur                                                               |
| 1968                                     | 1977                       | Charles Foulon        | SE        | Agriculteur                                                               |
| 1977                                     | 1995                       | Jean Déclemy          | SE        | Agriculteur                                                               |
| 1995                                     | 2014,                      | Richard Gosse         | DVD       | Président de la CC du Sud-Ouest du Calaisis                               |
| 2014                                     | En cours (au 2 avril 2022) | Jean-François Lacroix | SE        | Agriculteur Élu pour le mandat 2014-2020, Réélu pour le mandat 2020-2026, |

## Population et société

### Démographie
Les habitants sont appelés les Peuplinguois.

#### Évolution démographique
L'évolution du nombre d'habitants est connue à travers les recensements de la population effectués dans la commune depuis 1793. Pour les communes de moins de 10 000 habitants, une enquête de recensement portant sur toute la population est réalisée tous les cinq ans, les populations de référence des années intermédiaires étant quant à elles estimées par interpolation ou extrapolation. Pour la commune, le premier recensement exhaustif entrant dans le cadre du nouveau dispositif a été réalisé en 2006.

En 2022, la commune comptait 789 habitants, en évolution de +1,81 % par rapport à 2016 (Pas-de-Calais : −0,72 %, France hors Mayotte : +2,11 %).
| 1793 | 1800 | 1806 | 1821 | 1831 | 1836 | 1841 | 1846 | 1851 |
| ---- | ---- | ---- | ---- | ---- | ---- | ---- | ---- | ---- |
| 365  | 358  | 430  | 385  | 382  | 440  | 438  | 439  | 431  |

| 1856 | 1861 | 1866 | 1872 | 1876 | 1881 | 1886 | 1891 | 1896 |
| ---- | ---- | ---- | ---- | ---- | ---- | ---- | ---- | ---- |
| 462  | 469  | 440  | 402  | 387  | 377  | 370  | 401  | 381  |

| 1901 | 1906 | 1911 | 1921 | 1926 | 1931 | 1936 | 1946 | 1954 |
| ---- | ---- | ---- | ---- | ---- | ---- | ---- | ---- | ---- |
| 375  | 368  | 378  | 355  | 338  | 352  | 365  | 377  | 395  |

| 1962 | 1968 | 1975 | 1982 | 1990 | 1999 | 2006 | 2011 | 2016 |
| ---- | ---- | ---- | ---- | ---- | ---- | ---- | ---- | ---- |
| 462  | 449  | 409  | 480  | 537  | 586  | 611  | 736  | 775  |

| 2021 | 2022 | - | - | - | - | - | - | - |
| ---- | ---- | - | - | - | - | - | - | - |
| 787  | 789  | - | - | - | - | - | - | - |

#### Pyramide des âges
En 2018, le taux de personnes d'un âge inférieur à 30 ans s'élève à 39,4 %, soit au-dessus de la moyenne départementale (36,7 %). À l'inverse, le taux de personnes d'âge supérieur à 60 ans est de 17,2 % la même année, alors qu'il est de 24,9 % au niveau départemental.
En 2018, la commune comptait 382 hommes pour 400 femmes, soit un taux de 51,15 % de femmes, légèrement inférieur au taux départemental (51,50 %).
Les pyramides des âges de la commune et du département s'établissent comme suit.
| Hommes | Classe d’âge | Femmes |
| ------ | ------------ | ------ |
| 0,3    | 90 ou +      | 0,5    |
| 3,2    | 75-89 ans    | 5,9    |
| 12,0   | 60-74 ans    | 12,5   |
| 24,9   | 45-59 ans    | 19,8   |
| 20,8   | 30-44 ans    | 21,4   |
| 15,3   | 15-29 ans    | 17,9   |
| 23,6   | 0-14 ans     | 22,1   |

| Hommes | Classe d’âge | Femmes |
| ------ | ------------ | ------ |
| 0,5    | 90 ou +      | 1,6    |
| 5,6    | 75-89 ans    | 8,9    |
| 16,7   | 60-74 ans    | 18,1   |
| 20,2   | 45-59 ans    | 19,2   |
| 18,9   | 30-44 ans    | 18,1   |
| 18,2   | 15-29 ans    | 16,2   |
| 19,9   | 0-14 ans     | 17,9   |

### Sports et loisirs

#### Pistes cyclables
La piste cyclable « La Vélomaritime », partie côtière française de la « Véloroute de l'Europe - EuroVelo 4 », qui relie Roscoff en France à Kiev en Ukraine sur 5 100 km, traverse la commune, en venant de Bonningues-lès-Calais pour desservir Sangatte,.

## Culture locale et patrimoine

### Lieux et monuments

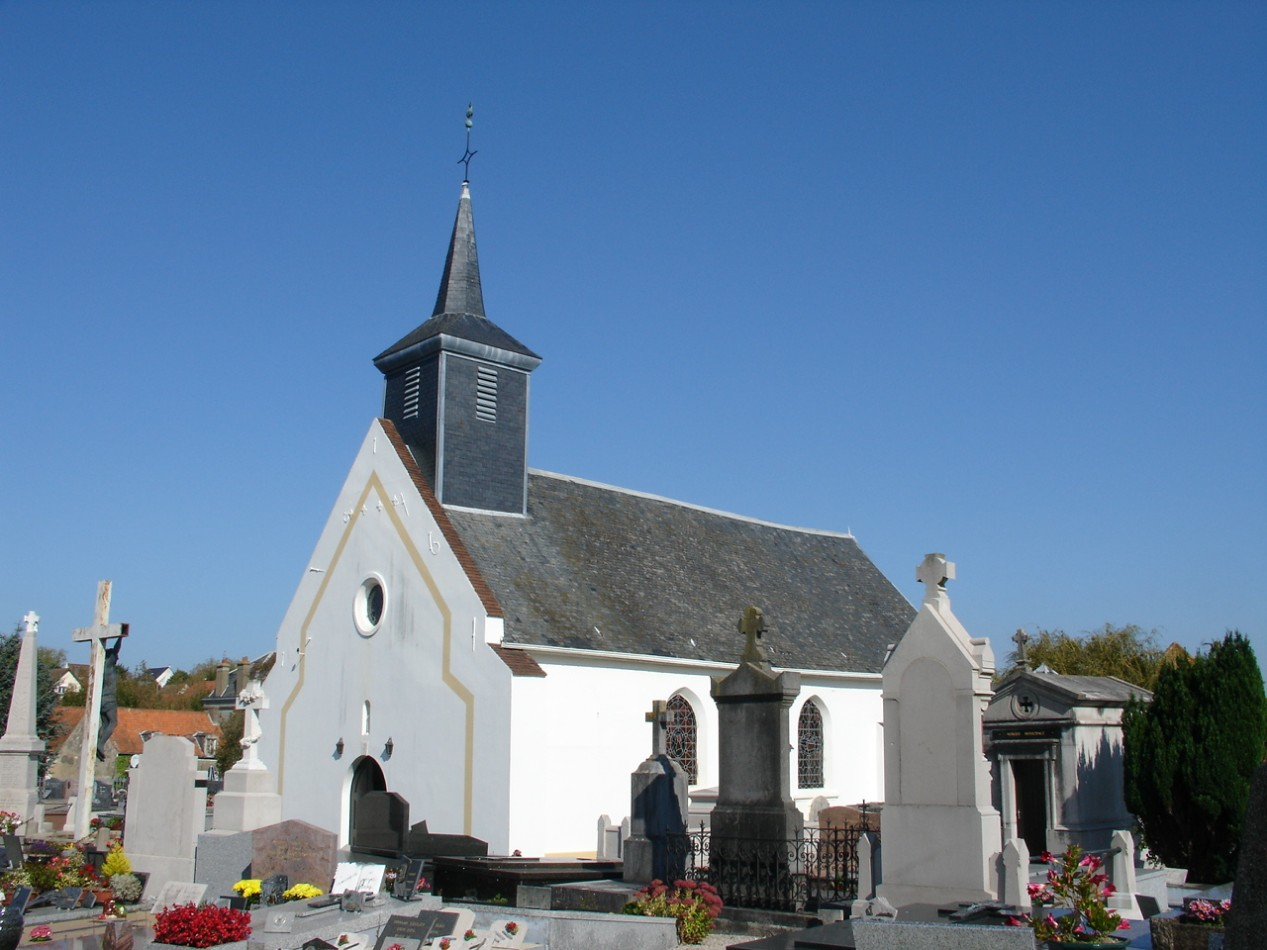
L'église Notre-Dame-de-la-Nativité.

- L'entrée du tunnel sous la Manche se trouve sur le territoire de la commune.
- L'église Notre-Dame-de-la-Nativité.
- Le monument aux morts, surmonté d'une croix latine[41].
- La fontaine, sur la place de la mairie, considérée comme un monument.
- Pendant les journées du patrimoine, on peut voir le pressage de pommes du verger de la Beussingue.

### Personnalités liées à la commune
- André Boul (1909-1979), né André-Pierre Bourbiaux le 1er août 1909 à Peuplingues, artiste peintre au caractère entier et attachant, peintre de l'ombre et de la lumière, de nombreux tableaux sur le thème de l'eau, des ports, un de ses tableaux sur le port de Boulogne sur Mer vient d'être restauré. Baroudeur, il aura comme point d'attache la ville d'Agde qui vient de l'honorer. Il est mort le 11 juillet 1979 à Montpellier. Il repose au cimetière d'Agde dans l'Hérault[42].

### Héraldique
| Blason de Peuplingues | Blason  | De gueules au chevron cousu d'azur surmonté d'une couronne royale d'or. |
| Blason de Peuplingues | Détails | * Ces armes emploient le terme « cousu » dans le seul but de contrevenir à la règle de contrariété des couleurs : elles sont fautives : azur sur gueules. Inspiré des armes remises par Louis XIV à Adrien Lamiable, originaire du village et écuyer de l'armée du roi, afin de le récompenser de sa capture du général Jean de Beck lors de la bataille de Lens en 1648. Adopté par la municipalité. |

## Pour approfondir

#### Bases de données, dictionnaires et encyclopédies
- Site officiel
- Ressources relatives à la géographie :   - Insee (communes)
  - Ldh/EHESS/Cassini
- Ressource relative à plusieurs domaines :   - Annuaire du service public français
- Notices d'autorité :   - BnF (données)